# Grands Formats
Grands Formats, fédération de grands ensembles et de collectifs d'artistes créée en 2003 par Patrice Caratini et Jean-Rémy Guédon, regroupe des ensembles et des collectifs professionnels de jazz et de musiques improvisées porteurs de projets artistiques. Elle a pour ambition de favoriser le développement et le rayonnement de la musique en grande formation en France et à l'international. De 2011 à 2017, son président est le compositeur et chef d'orchestre Frédéric Maurin. Depuis 2017, son président est compositeur et chef d'orchestre Fred Pallem. 

## Missions
La diffusion en grand format par une réflexion sur la diffusion nationale et internationale, par des relations ou groupes de travail avec les fédérations de diffuseurs et les institutions, par la promotion des grands formats dans l’organisation d’un événement artistique annuel,, et par la mise en œuvre d’outils de communication (portail internet à destination des professionnels et du public, newsletter mensuelle, brochure de saison). En 2006, la fédération a également produit un double CD regroupant les orchestres qui la composaient alors (Le Chant du Monde / Harmonia Mundi); 
Un pôle de ressources à destination de ses membres (veille sur le secteur professionnel, informations juridiques, fiscales, sociales…) et des autres acteurs du secteur (statistiques, fonctionnement des ensembles, enjeux de la profession…);
Des relations étroites et régulières avec les réseaux professionnels et les institutions dans le cadre d’une réflexion globale sur les grands ensembles de jazz et musiques à improviser visant à participer à la définition des politiques culturelles en faveur des ensembles musicaux.

## Membres
En 2019, Grands Formats fédère 82 ensembles musicaux en Europe dont 68 ensembles français :
- Acoustic Lousadzak de Claude Tchamitchian
- AUM Grand Ensemble
- Bigre !
- Blackstone Orchestra
- Caratini Jazz Ensemble
- Caja Negra de Pierre Bertrand
- Circum Grand Orchestra
- Jean-Marie Machado DANZAS
- Jean-Christophe Cholet Diagonal
- Laurent Mignard Duke Orchestra
- Collectif LEBOCAL
- Ensemble ARCHIMUSIC
- Ensemble Nautilis
- Ensemble Bernica
- Gil Evans Paris Workshop de Laurent Cugny
- Grand Ensemble Koa
- Healing Orchestra
- Høst’Chestra
- ImuZZic Grand(s) Ensemble
- Initiative H
- Jazz Odyssée de Philippe Laudet
- Kami Octet
- Kelin-Kelin’ Orchestra
- L’Œuf Big Band
- L’Orphicube d'Alban Darche
- La Machine Ronde
- Le Sacre du Tympan de Fred Pallem
- Le SonArt de David Chevallier
- Leone
- Les Musiques à Ouïr de Denis Charolles
- Les Rugissants
- Les Voice Messengers
- Light Blazer
- Libre(s) Ensemble
- Line Kruse Orchestra
- Los Pistoleros del Infinito
- Medium Ensemble, Pierre de Bethmann
- Andy Emler MegaOctet
- MN Big Band
- Nice Jazz Orchestra
- Le Neuf Têtes
- Onze Heures Onze
- Orchestre Franck Tortiller
- Orchestre national de jazz
- Organik Orkeztra
- Osiris
- pAn-G
- Pee Bee
- Ping Machine
- PJBB de Pierre Bertrand et Nicolas Folmer
- PRINT & Friends
- Struber Z'tett
- Surnatural Orchestra
- Sylvia Versini Octet
- Tante Yvonne
- The Amazing Keystone Big Band
- The HeadShakers
- The Panoramic Project
- The Very Big Expérimental Toubifri Orchestra
- Tous Dehors de Laurent Dehors
- Wanderlust de Camille Durand
- White Desert Orchestra d'Ève Risser

Anciens membres :
- Pandémonium de François Jeanneau
- Michel Pastre Big Band
- La Pieuvre
- United Colors of Sodom de Jean-Philippe Morel
- X'TET de Bruno Régnier